# Datsun 11
Der Datsun 11 war das erste Auto, das den Namen des Unternehmens, dessen Geschichte bis 1912 zurückgeht, trug.
Der Datsun 11 war im Wesentlichen ein Facelift-Modell seines Vorgängers Datson 10. Die signifikantesten Veränderungen waren der Kühlergrill, der nun einen Chromrahmen trug und das neu gestaltete Datsun-Logo. Daneben hatte er jetzt senkrechte Schlitze auf der Motorhaube gegenüber horizontalen beim Datsun 10. Der Motor mit 495 cm³ und 10 PS blieb der Gleiche.
Jedoch war neben der viersitzigen Limousine und dem Van genannten Kastenwagen nun auch ein Cabriolet, Roadster und Coupé erhältlich.
Bereits 1933 löste ihn nach insgesamt 150 gebauten Exemplaren der Datsun 12 ab. Der Van wurde jedoch bis 1934 weiter produziert.